# Vipava (plaats)
Vipava (Duits: Wippach; Italiaans: Vipacco; Friulisch: Vipau) is een plaats in Slovenië en maakt deel uit van de gemeente Vipava in de NUTS-3-regio Goriška. De plaats telde 2.101 inwoners op 1 januari 2023.
In het plaatsje ontspringt de gelijknamige rivier (Vipava, Romeinse naam Frigidus), die in Italië als Vipacco uitmondt in de Isonzo.

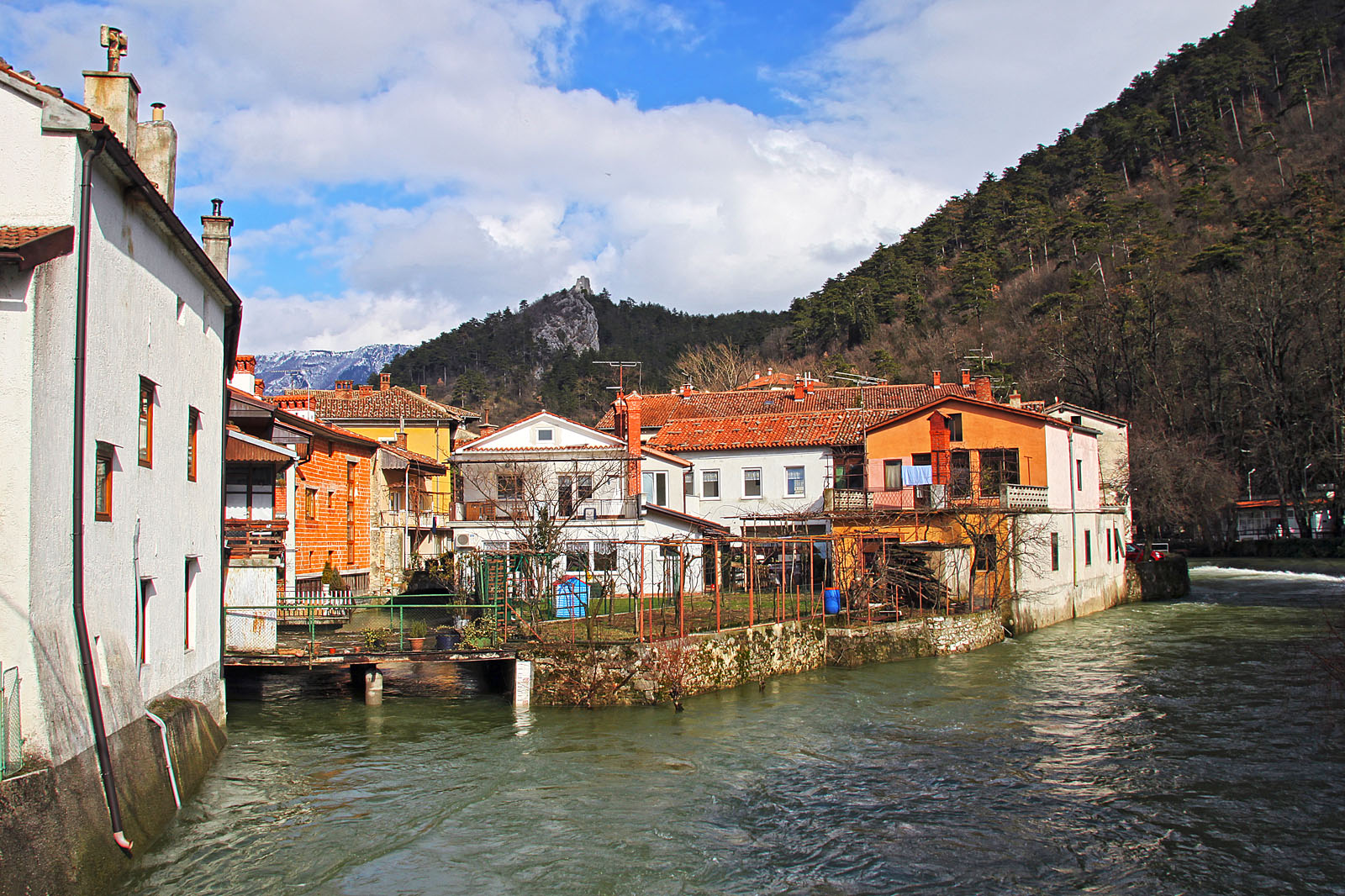
Stadsaanzicht vanaf de rivier